# Dutch Design Week
Dutch Design Week (DDW) is een grootschalig en internationaal jaarlijks negendaags evenement in Eindhoven waarbij design in allerlei facetten centraal staat. Het evenement is het grootste designevenement van Noord-Europa, vindt jaarlijks eind oktober plaats en presenteert werk en concepten van ruim 2600 ontwerpers.

## Overzicht
Elk jaar in oktober vindt in Eindhoven de negendaagse Dutch Design Week (DDW) plaats. Het is een van de grootste design evenementen van Europa, waar werk en concepten worden gepresenteerd van ruim 2600 ontwerpers aan meer dan 350.000 bezoekers uit binnen- en buitenland. Verspreid over meer dan 120 locaties door de hele stad, organiseert en faciliteert DDW onder andere tentoonstellingen, lezingen, prijsuitreikingen, netwerkbijeenkomsten, debatten en festiviteiten. Enkele jaarlijks terugkerende onderdelen zijn de 'Graduation Show' met afstudeerwerk van de Design Academy Eindhoven en de expositie van Dutch Design Awards.
Dutch Design Week is hét podium voor kwalitatief ontwerp. DDW gaat over het ontwerp van de toekomst en de toekomst van ontwerp, waarbij alle denkbare disciplines en aspecten van ontwerp aan bod komen. De nadruk ligt op expertise en talent, experiment, vernieuwing en crossovers. Dutch Design Week is ook het platform dat ontwerp als vak agenderen en bediscussiëren. Dutch Design Week spant zich in voor de ontwikkeling en uitwisseling van expertise en talenten en nodigt daarbij nadrukkelijk verschillende perspectieven uit. 
Het ontwerpvak richt zich in toenemende mate op maatschappelijke en andere relevante vraagstukken. De grenzen tussen ontwerpdisciplines vervagen - en variëren van inspirerend tot bevragend, van verwondering tot technologische hoogstandjes, van esthetische kwaliteit tot toekomstscenario's en van ontwerpend onderzoek tot ijzersterk productontwerp. We zien het als onze taak aan te tonen hoe de denk- en doekracht van ontwerpers vormgeeft aan een positieve toekomst en om de positie en impact van ontwerpers te versterken.
Programmalocaties zijn onder andere Strijp-S (waaronder het Veem, het Klokgebouw en Microlab), Sectie-C, de TU/e, het Designhuis, TAC (Temporary Art Centre), het Campinaterrein en tal van kleinere locaties in de binnenstad. Kenmerkend zijn de Design Rides, waarmee gratis van en naar Dutch Design Week locaties kan worden gereden.

## Geschiedenis
Dutch Design Week ontstond reeds in 1998, destijds onder de naam Dag van het Ontwerp, waarbij ten doel gesteld werd om ondernemers en ontwerpers met elkaar in contact te brengen. Door de groeiende populariteit van het evenement werd de Dag van het Ontwerp in 2002 de Week van het Ontwerp. In 2005 veranderde de naam wederom, naar het huidige Dutch Design Week. Waar Dutch Design Week in 2002 nog begon met 20 deelnemers, waren dit in 2022 meer dan 400 evenementen verdeeld over 120 locaties, waaraan ruim 2.600 ontwerpers deelnamen en meer dan 350.000 bezoekers uit binnen- en buitenland.

## Thema
Sinds de editie van 2012 kiest Dutch Design Week voor een jaarlijks overkoepeld thema dat zichtbaar is gedurende de week.
| Jaar | Thema                   |
| ---- | ----------------------- |
| 2012 | Enter a Brave new World |
| 2013 | Now Future              |
| 2014 | UP                      |
| 2015 | What if...              |
| 2016 | The making of           |
| 2017 | Stretch                 |
| 2018 | If not us, then who?    |
| 2019 | If not now, then when?  |
| 2020 | The New Intimacy        |
| 2021 | The Greater Number      |
| 2022 | Get Set                 |
| 2023 | Picture This            |
| 2024 | REAL UNREAL             |

## Ambassadeurs
Sinds 2009 stelt Dutch Design Week jaarlijks meerdere ambassadeurs aan die zich inzetten als pleitbezorgers van Dutch Design.
| Jaar | Ambassadeurs                                                                 |
| ---- | ---------------------------------------------------------------------------- |
| 2009 | Leonne Cuppen                                                                |
| 2010 | Roland Bird, Marijn van der Poll                                             |
| 2011 | Miriam van der Lubbe, Bruno Ninaber van Eyben                                |
| 2012 | Robert Bronwasser, Joost van Bleiswijk, Kiki van Eijk                        |
| 2013 | Daan Roosegaarde, Piet Hein Eek                                              |
| 2014 | Scholten & Baijings, Arne Hendriks                                           |
| 2015 | Makkink & Bey, Koert van Mensvoort                                           |
| 2016 | Maarten Baas & Bas van Abel                                                  |
| 2017 | Marcus Fairs, Winy Maas, Lonny van Ryswyck, Nadine Sterk                     |
| 2018 | Ravi Naidoo, Wendy Plomp, Laurens van den Acker                              |
| 2019 | Stefano Boeri, Alice Rawsthorn, Jalila Essaïdi, Lonneke Gordijn, Ralph Nauta |
| 2020 | Lideweij Edelkoort, Sabine Mercelis, Sean Carney                             |
| 2021 | Floris Alkemade, Natsai Audrey Chieza, Christien Meindertsma                 |
| 2022 | Formafantasma, Marjan van Aubel                                              |
| 2023 | Yinka Ilori, Stefan Dietz, Neele & Sanne Kistemaker (Muzus)                  |
| 2024 | Bas van de Poel, Julia Watson, André Doxey                                   |